# Club Sportivo Italiano
El Club Sportivo Italiano és un club de futbol argentí de la ciutat de Ciudad Evita.

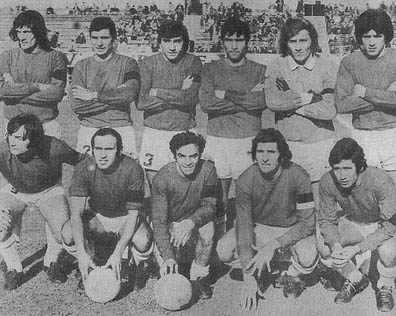
Equip campió de Primera C el 1974.

El club va ser fundat el 7 de maig de 1955 per un grup d'immigrants italians de Vicente López Partido, amb el nom Associazione del Calcio Italiano in Argentina (A.C.I.A.). El 1978 es fusionà amb la Sociedad Italiana esdevenint Club Deportivo Italiano, i el 2000 esdevingué Club Sportivo Italiano.

## Palmarès
- Primera B (3): 1986, 1995-96, 2008-09
- Primera C (3): 1962, 1974, 2013-14
- Primera D (1): 1960